# Louis Darey
Jean Louis François Darey né le 20 octobre 1848 à Paris et mort à Royan le 2 mars 1917 est un peintre français.

## Biographie
Louis Darey est d'abord connu dans le département de la Charente-Maritime comme peintre décorateur — il réalise notamment à Saintes le plafond du Cercle de l'Union —, puis devient progressivement artiste peintre.
Il est élève de van Marcke et de Bernier, il est sociétaire de la Société des artistes français à partir de 1885, et expose régulièrement à ce Salon.
Peintre animalier et paysagiste, il passe de nombreux hivers à Pau où il travaille et expose.
Il épouse Antoinette Clémence Bastide. Après avoir vécu à Saintes — où il donne des leçons de dessins et de peinture pour les dames et demoiselles au 83, cours national —, puis à Pontaillac, le couple emménage à Royan où il devient adjoint au maire, chargé de la culture dans la municipalité de Charles Torchut de 1912 à 1917. Il est également président de la société artistique et littéraire locale.
Il meurt à son domicile de la rue de Pontaillac, à Royan, le 2 mars 1917.